# Passives Radar

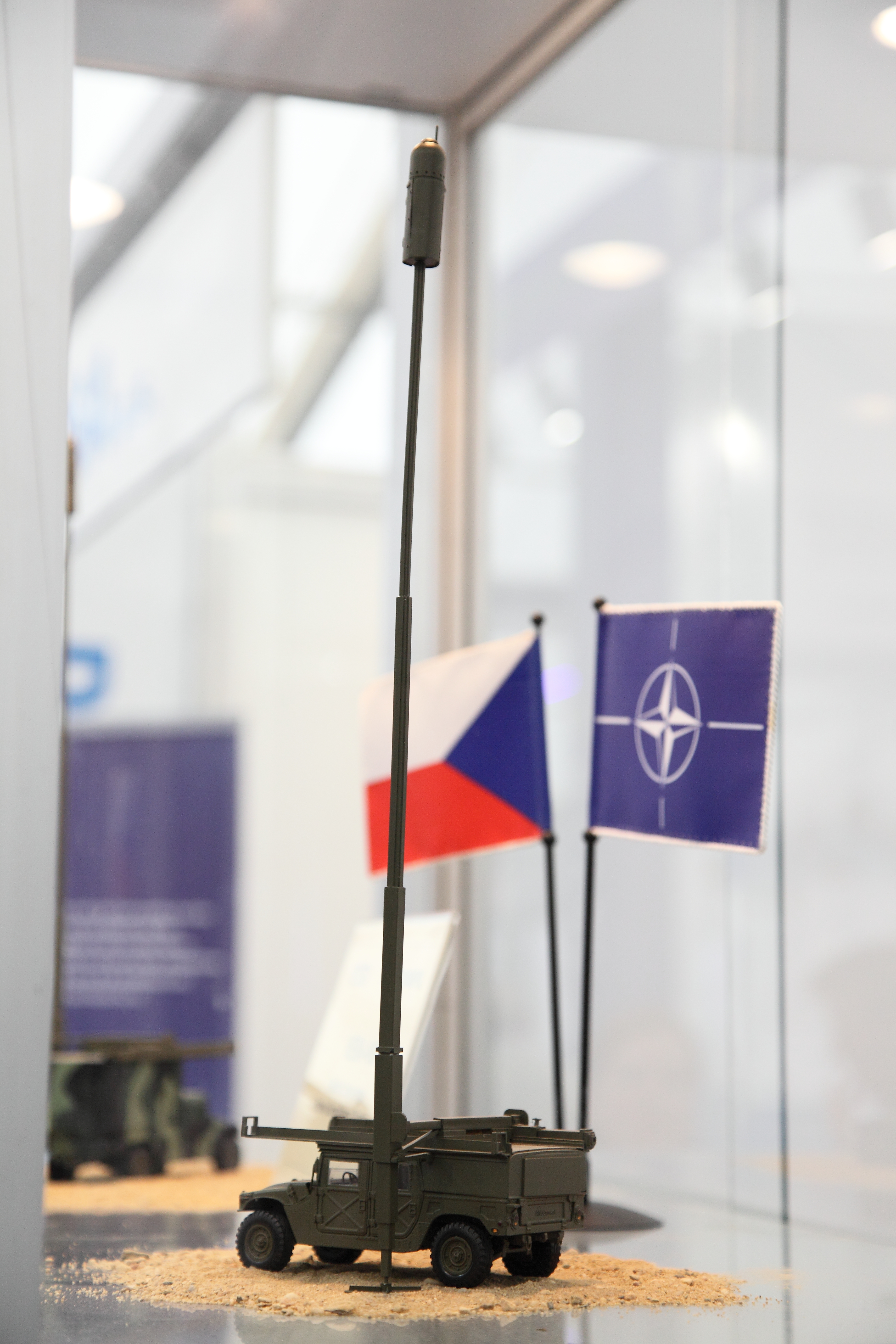
Beispiel: Vera-NG (Modell: Fahrzeug mit Teleskopradar)

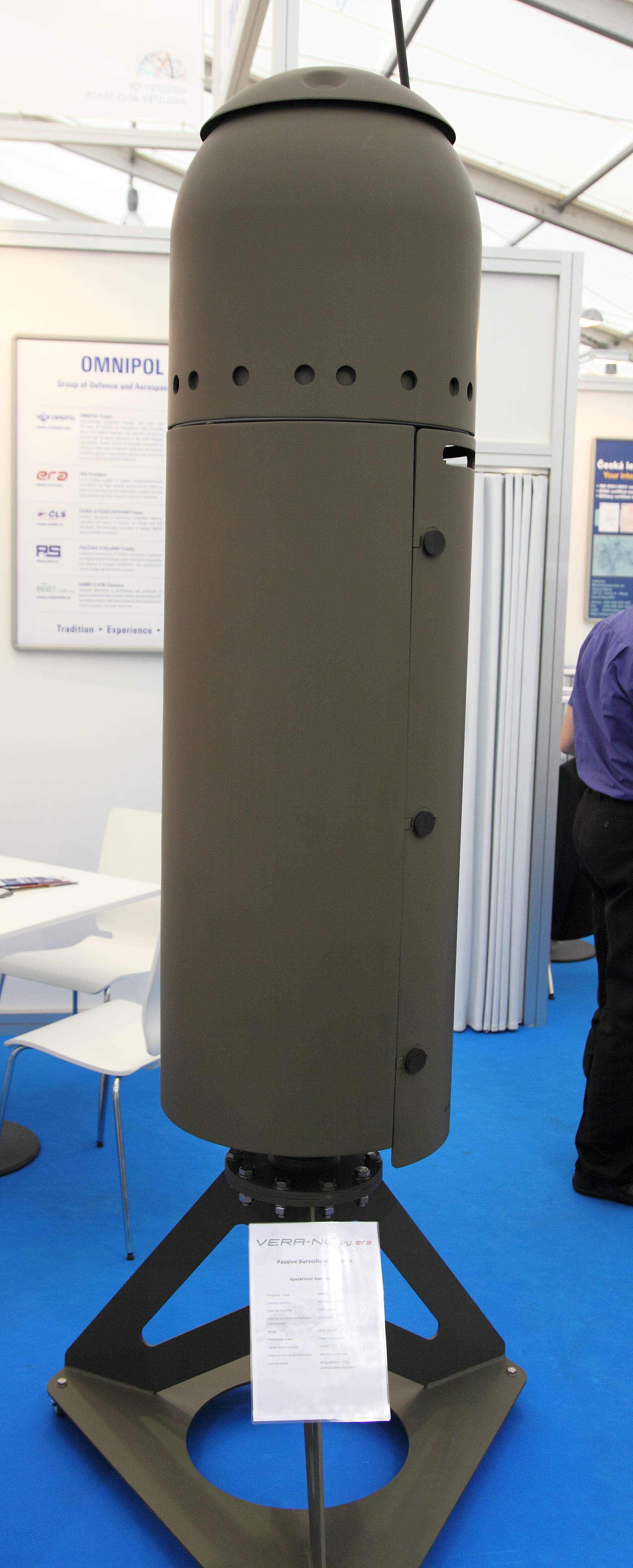
Beispiel: Vera-NG (die eigentliche Radarkapsel)

Passivradar ist eine Ortungstechnik, bei der im Gegensatz zum herkömmlichen Radar die verwendeten Radarsensoren keine elektromagnetische Energie aussenden. Die zur Ortung benötigten Echos (Reflektionen an Zielobjekten) werden somit nicht selbst erzeugt. Stattdessen werden Echos von Ausstrahlungen bekannter und konstant austrahlender Sender, z. B. Rundfunk-, digitale Fernseh- oder Mobilfunk-Sender, ausgewertet. Passive Radargeräte zählen zu den multistatischen Radar-Systemen, da im Gegensatz zu bistatischen Radargeräten  für die Multilateration eigentlich der Empfang von mindesten drei Radarsensoren notwendig ist. Die mögliche Erfassungwahrscheinlichkeit und Reichweite eines passiven Radarsystems variiert dabei z. B. mit der Wellenlänge, Modulation und Bandbreite des Signals, sowie der EIRP (en. Equivalent Isotropically Radiated Power, dt. äquivalente isotrope Strahlungsleistung) die die zum Ausleuchten der Zielobjekte durch die Sender in Richtung der Zielobjekte abgestrahlt werden. Anders als bei aktiv sendenen Primär-Radarsensoren kann die erfassbare Zielgröße (RCS, en. Radar Cross-Section, Radar-Rückstrahlquerschnitt), die erzielbare Erfassungwahrscheinlichkeit, Entfernungsauflösung und Reichweite durch Definition der Sender- und Antennen-Parameter sichergestellt werden.
Dabei sind dem rechnergestützten Auswertesystem die näher gelegenen Sender, deren genaue Frequenzen, Modulationsarten und die geographische Lage bekannt. Bewegt sich ein reflexionsfähiges Objekt, zum Beispiel ein Flugkörper, im Strahlungsfeld des Senders, so können aus den Frequenz-, Amplituden-, Phasen- und Laufzeitänderungen am Standort des Passivradars Rückschlüsse auf die Flugbahn und die Art und Größe des Objekts gezogen werden. Das Verfahren benötigt wegen der komplizierten und aufwändigen Berechnungen bei der Signalauswertung eine sehr hohe Rechenleistung. Die Empfänger des passiven Radars können gleichzeitig zur Aufklärung genutzt werden. Umgekehrt sind reine Aufklärungs- und Warnempfänger keine passiven Radargeräte, da mit diesen höchstens eine Peilung, aber keine Laufzeitmessung und somit keine direkte Entfernungsmessung stattfinden kann. Aus diesem Grund werden mindestens drei örtlich voneinander getrennte Empfangsanlagen für die Auswertung zusammengeschaltet, beispielsweise beim System Goldhaube in Österreich.
Ein Passivradar kann nicht geortet werden, da nur der Empfänger sehr schwache elektromagnetische Signale aussendet (z. B. Oszillator-Störstrahlung, en. Oscillator-Leakage). Diese Tatsache gilt als ein entscheidender militärischer Vorteil. Ein weiterer diskutierter Vorzug ist die Möglichkeit der Erfassung von sogenannten Stealthflugzeugen (z. B. Tarnkappenbomber B-2 und die F-117 Nighthawk der United States Air Force) da diese nur für eine Minimierung der reflektierten Echos in den üblicherweise genutzten Radar-Bändern optimiert sind. Für die von aktiven Radaranlagen üblicherweise genutzten Frequenzbänder sind Stealthflugzeuge, wenn überhaupt, nur schwer erfassbar. Durch Nutzung von Frequenzbereichen, für die Stealthflugzeuge nicht auf eine Minimierung der reflektierten Echos optimiert sind, sind die Echos an Stealthflugzeugen weitaus stärker, und daher können Stealthflugzeuge erfasst werden. Seit 2012 ist dieses Prinzip zur Erfassung von Stealthflugzeugen in Praxistests erfolgreich umgesetzt worden.
Nicht nur metallische Objekte, sondern auch Lebewesen beeinflussen die Ausstrahlung von elektromagnetischen Wellen. Eine Verfolgung von Tieren und Menschen ist also prinzipiell möglich. Bei der Celldar-Technik vermutet man eine Ortungsgenauigkeit, die mit Hilfe von Laufzeitmessungen an einem mitgeführten Mobiltelefon sogar den Standort einzelner Personen „auf militärisch nutzbare Entfernungen“ bestimmen kann.

## Aktuelle Systeme
Bekannte Systeme sind beispielsweise Celldar (cellphone radar) (Nutzung von Mobilfunk-Signalen) oder das System Silent Sentry (Nutzung von Rundfunk-Signalen). Das Letztere ist beispielsweise in der Lage, den gesamten Luftverkehr über einem Ballungsraum zu überwachen. Bei den Systemen Tamara und Vera-NG liegt die Reichweite beispielsweise bei etwa 450 Kilometern. Das Radar-Überwachungssystem Koltschuga ist kein passives Radar, da es nur peilen kann und keine Laufzeitmessung vornimmt. Das System TwInvis der Firma Hensoldt war 2018 angeblich in der Lage, zwei F-35-Kampfflugzeuge im deutschen Luftraum zu erkennen. Diese Behauptung wird von Lockheed kritisch beurteilt, da die F-35 auf dem Rückweg von der ILA in Berlin mit Radarreflektoren versehen waren.

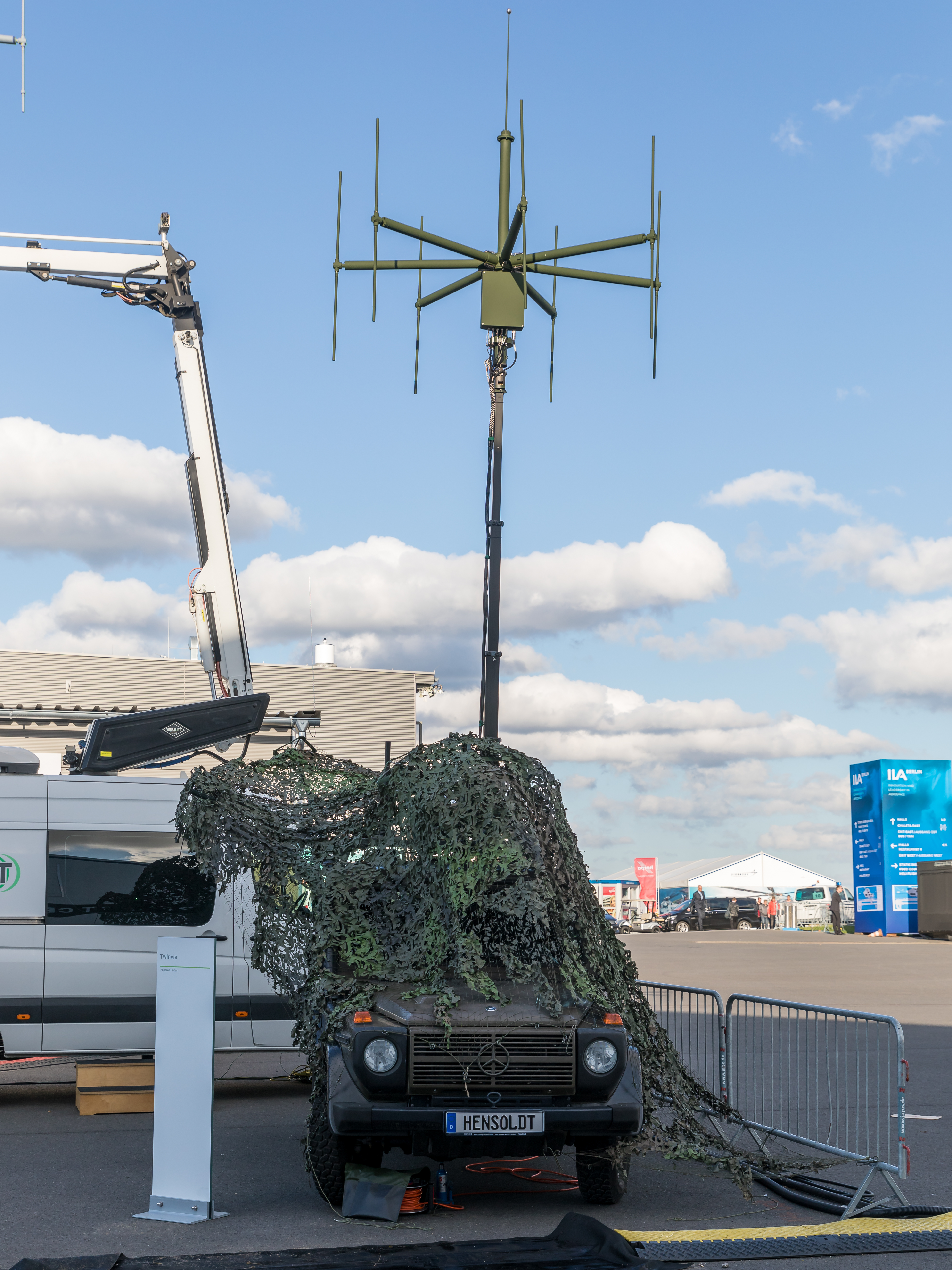
Hensoldt-Passivradar TwInvis

## Historische Systeme
Die vom britischen Küstenschutz-Radar Chain Home ausgesendete Strahlung wurde im Zweiten Weltkrieg ab 1942 von deutschen Radargeräten mittels Klein-Heidelberg-Radaranlagen angezapft. Insgesamt sechs Standorte wurden an der besetzten Kanalküste in Frankreich, Belgien und Holland aufgebaut. Da sie keine eigene Strahlung aussendeten, wurde ihre Existenz den Briten nur durch abgefangenen Funkverkehr bekannt. Befragungen von gefangenen Radarsoldaten nach der Landung ergaben eine durchschnittliche Reichweite des Systems von 450 km. Dies dürfte das erste operative bistatische Radarsystem der Welt gewesen sein.
Im selben Jahr wurden in den USA erstmals Gleitbomben getestet, welche mittels passiver Radarsuche gelenkt wurden. Diese Bomben vom Typ Pelican wurden nicht eingeführt, stattdessen wurde ein aktives Radar verwendet und im Typ Bat ab 1944 eingesetzt.

## Mögliche Sender
| Sender zur Zielausleuchtung                       | Frequenz                    | Modulation/Bandbreite/EIRP    | Vorteile                                                                               | Nachteile |
| ------------------------------------------------- | --------------------------- | ----------------------------- | -------------------------------------------------------------------------------------- | --- |
| FM Radio                                          | 88–108 MHz                  | FM, ca. 50 kHz, bis zu 250 kW | Gute Abdeckung sofern mit hohen EIRP abgestrahlt wird                                  | Schlechte Entfernungsauflösung, schlechte Erfassung von Zielen mit kleinem RCS (en. Radar Cross-Section, Radar-Rückstrahlquerschnitt) |
| DAB                                               | 174–230 MHz                 | OFDM, 220 kHz, bis zu 10 kW   | Gute Eignung für Radar (Ambiguity Function)                                            | Starke DSI (en. Strong Direct Signal Interference), d. h. Interferenz Störungen durch Signale von mehreren Sendern |
| DVB-T                                             | 474–786 MHz                 | COFDM, 6 MHz, bis zu 10 kW    | Sehr gute Eignung für Radar (Ambiguity Function) unabhängig von den übertragenen Daten | Deterministische Anteile erzeugen Spitzen in der Ambiguity Function |
| LTE                                               | 2 GHz, 3,9 GHz              | CDMA, 5 MHz, bis zu 100 W     | Sehr gute Eignung für Radar (Ambiguity Function)                                       | Schlechte Erfassung von Objekten die in Höhen fliegen die weitaus höher als die LTE-Antenne in AMSL (en. Above Mean Sea Level) fliegen |
| GNSS                                              | um 1,2 GHz um 1,5 GHz       | BPSK, 15 MHz, bis zu 100 W    | mehrere GNSS Systeme die z. T. weltweit verfügbar sind                                 | Durch hohe Umlaufbahnen der GNSS-Satelliten von bis 20 000 km AMSL (en. Above Mean Sea Level) ist die für Reflektionen verfügbare Signalleistung extrem niedrig. Keine kontinuierliche Beleuchtung von Zielen, da ein spezifischer Satellit nur zeitweise Verfügbar ist                                                       |
| NLFM (en. Non Linear Frequency Modulation) Radare | z. B. 1,215 GHz bis 1,4 GHz | NLFM, 1 MHz, 60 kW            | Gute Verfügbarkeit und Abdeckung                                                       | gilt nicht für Puls(komprimierte) ATC-Radare nur für NLFM-Radare, nur weniger kurze Sendeimpulse, Radarantennen drehen daher nur kurze Ausleuchtung von möglichen Zielen, zu niedrige EIRP zur Erfassung von Objekten die in Höhen fliegen die tiefer als die Höhe der Radarantenne in AMSL (en. Above Mean Sea Level) liegen |
| DVB-S Satelliten                                  | 10, 14 GHz                  | PSK, 4 GHz/40 MHz, 500 kW     | oft mehrere DVB-S Satelliten verfügbar,                                                | nur regionale Abdeckung Komplizierte Algorithmen für die Auswertung |

Quelle: